# Alkalna baterija
Alkalne baterije su primarne baterije.  Postoje i punjive alkalne baterije.
Prve alkalne baterije razvijene su 1940. godine, bile su vrlo otrovne jer su sadržavale mnogo žive i kadmija, ali su nalazile primjenu zbog toga što su od baterija s cinkovim i bakrenim elektroda bile peterostruko do osmerostruko trajnije.
Katoda u alkalnim baterijama je od manganovog dioksida, a anoda je od cinka u prahu. Nazivamo ih alkalnim jer je elektrolit lužina (alkalan): kalijev hidroksid.
U usporedbi s cink-ugljikovim baterijama koje su razvijene od mokrog Leclanchéovog članka ili cink-klorid baterijama, čiji je elektrolit cinkov klorid ili amonijev klorid, veće su energijske gustoće i dužeg roka trajanja od tih baterija istog napona. Dugmasta baterija bazirana na srebrovom oksidu veće je energijske gustoće i kapaciteta od alkalnih, ali je znatno skuplja od alkalnih baterija iste veličine.
Osim što su većeg kapaciteta od baterija baziranih na cinku, dolaze već potpuno napunjene. Podnose pražnjenje većim strujama, dobro su otporne i visoka su temperaturna koeficijenta.
Primjenjuje ih se u kućanstvima za daljinskim upravljačima, svjetiljkama, radijskim uređajima, digitalnim kamerama, igračkama, dlanovnicima, MP3 playerima, CD playerima te ostalim audio i video prijenosnim uređajima. Izrađuje ih se u obliku puceta ili cilindra.
Mogu biti opasne po okoliš i zdravlje, zbog toga što su sklone curenju opasnog kalijevog hidroksida. Ovaj spoj korisnicima može iritirati kožu, oči i dišne puteve.

## Vanjske poveznice
- SUPEUS stručni seminari – Spremanje energije Autor: Krešimir Trontl, FER, 11. prosinac 2012